# Маршал Італії

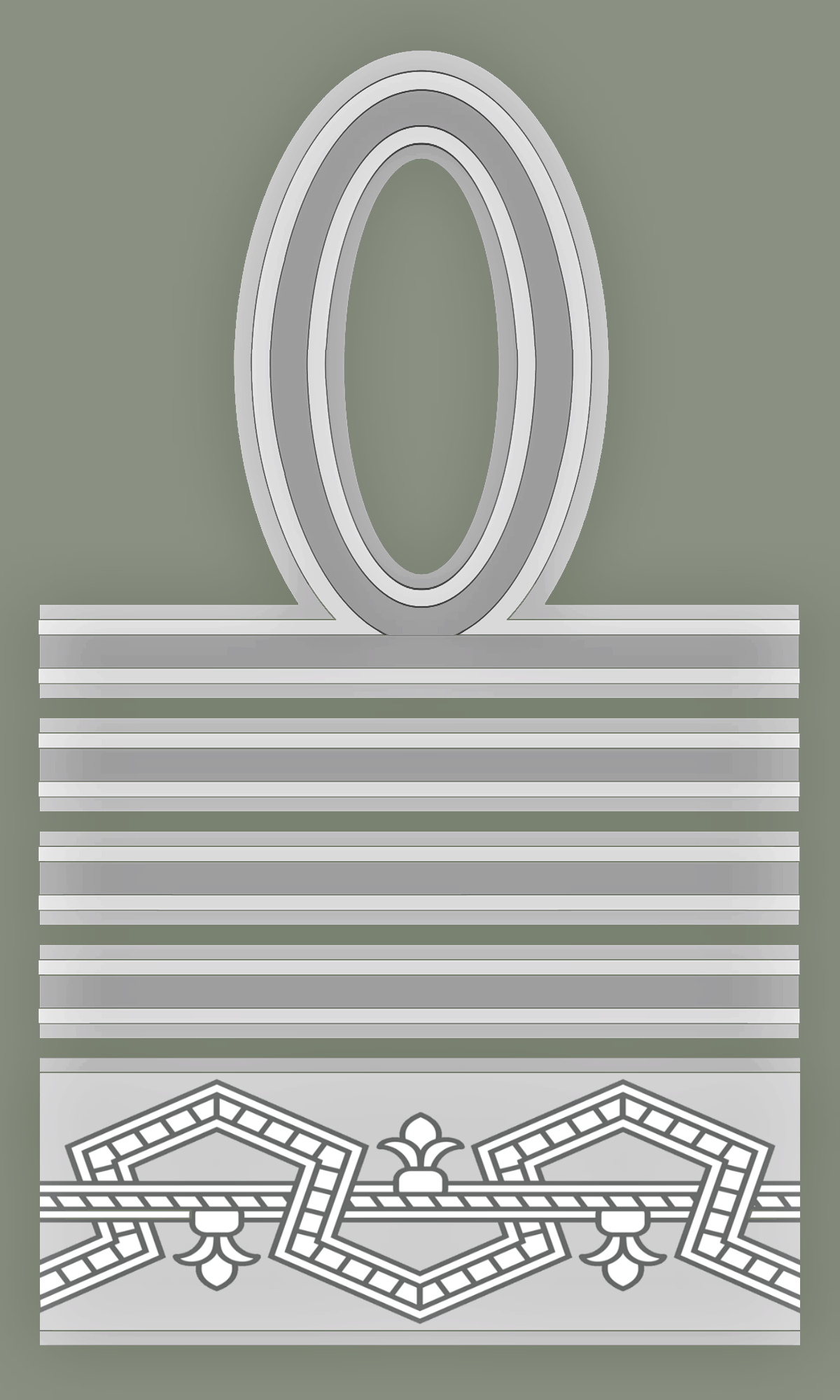
Нарукавний знак розрізнення маршала Італії (1933—1945)

Погон маршала Італії в Італійській соціальній республіці (1944—1945)

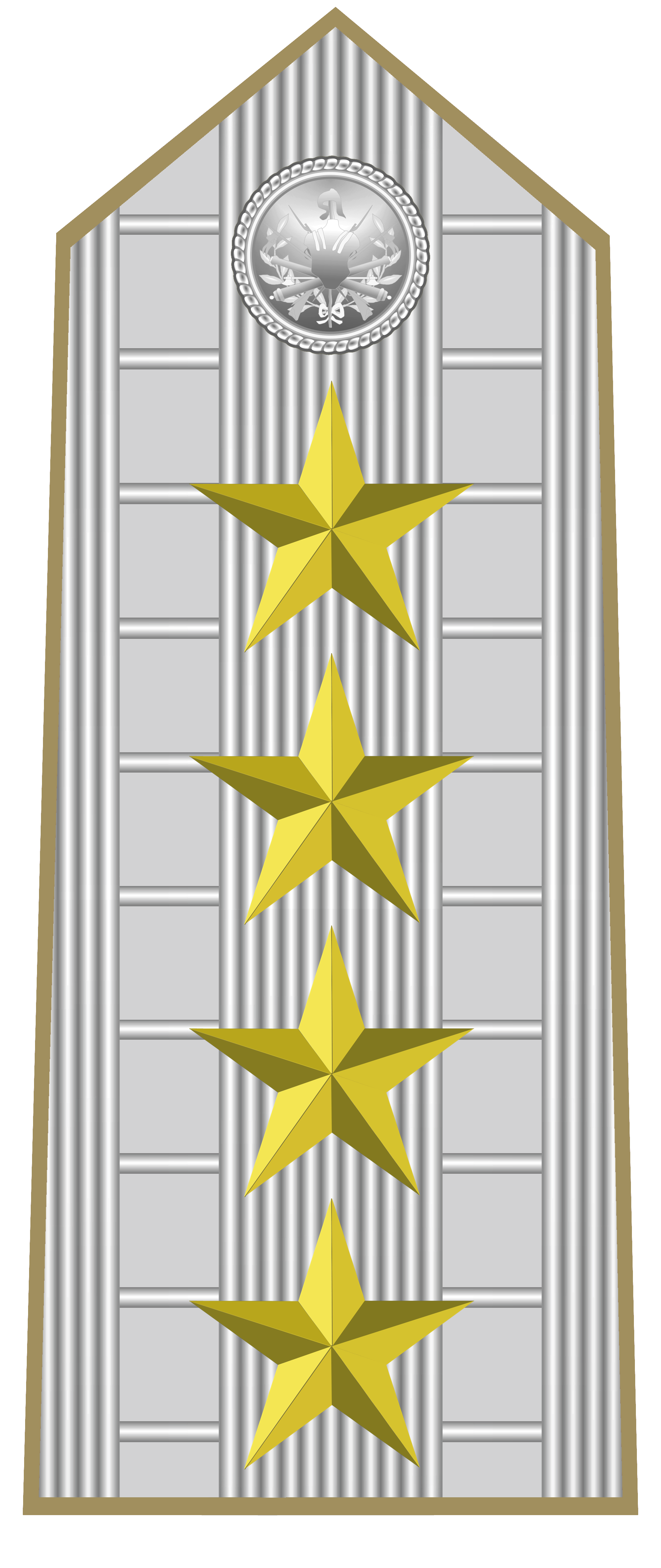
Погон маршала Італії (1945—1947)

Маршал Італії (італ. Maresciallo d'Italia) — найвище військове звання в Італії, що існував в період з 1924 по 1946 роки. З 1938 по 1945 роки, звання «маршала» було другим у військовій ієрархії Італії у зв'язку з введенням звання Перший маршал Імперії.

## Маршали Італії
У 1924 році, після приходу до влади, диктатор Італії Беніто Муссоліні для заохочення генералів Луїджі Кадорна і Армандо Діаца, які командували Королівськими Збройними силами в Першу світову війну, ввів нове військове звання Маршал Італії.
Через 2 роки, у 1926 році, звання було присвоєно іншим командувачам за проявлені під час воєн заслуги. Одночасно, були впроваджені військові звання Великого адмірала (італ. Grande Ammiraglio) та маршала авіації (італ. Maresciallo dell'aria)
У 1938 році було встановлено більш високе військове звання Першого маршала Імперії.
У зв'язку з проголошення в 1946 році Республіки Італія звання маршала Італії було скасоване.

## Список маршалів Італії
| #                           | Фото                | Ім'я                       | Д. Н.               | Д. С.               | Військова біографія | Дата присвоєння звання |
| Перша світова війна         | Перша світова війна | Перша світова війна        | Перша світова війна | Перша світова війна | Перша світова війна | Перша світова війна    |
| --------------------------- | ------------------- | -------------------------- | ------------------- | ------------------- | --- | ---------------------- |
| 1                           |                     | Луїджі Кадорна             | 4 вересня 1850      | 23 грудня 1928      | італійський воєначальник, маршал Італії, граф. Учасник взяття Риму та Першої світової війни. Найбільш відомий своєю роллю начальника штабу Італійської армії під час Першої світової війни (1914—1917) | 4 листопада 1924       |
| 2                           |                     | Армандо Діац               | 5 грудня 1861       | 28 лютого 1928      | італійський військовий і державний діяч, маршал Італії, герцог дела Вітторіа. Начальник штабу Італійської армії (1917—1919), військовий міністр Італії (1922—1924). Учасник Італійсько-турецької та Першої світової воєн | 4 листопада 1924       |
| 3                           |                     | Еммануїл Філіберт д'Аоста  | 13 січня 1869       | 4 липня 1931        | італійський воєначальник, маршал Італії, представник Савойської династії. Двоюрідний брат короля Віктора Еммануїла III. Командувач італійської 3-ї армії за роки Першої світової війни | 25 червня 1926         |
| 4                           |                     | П'єтро Бадольйо            | 28 вересня 1871     | 1 листопада 1956    | італійський військовий і державний діяч, маршал Італії. Начальник штабу Італійської армії (1919—1921; 1925—1927), начальник Генерального штабу Збройних сил Королівства Італія (1925—1940). Прем'єр-міністр Італії (1943—1944), міністр закордонних справ (1944). Учасник Першої та Другої італо-ефіопських війн, Італійсько-турецької, Першої та Другої світових воєн                                           | 25 червня 1926         |
| 5                           |                     | Енріко Кавілья             | 4 травня 1862       | 22 березня 1945     | італійський військовий і політичний діяч, маршал Італії, сенатор. Учасник Еритрейської кампанії, Першої та Другої італо-ефіопських війн, Російсько-японської, Італійсько-турецької, Першої та Другої світових воєн. Під час Першої світової війни командувач 8-ї італійської армії | 25 червня 1926         |
| 6                           |                     | Гаетано Джардіно           | 24 січня 1864       | 21 листопада 1935   | італійський воєначальник, маршал Італії. Учасник Першої італо-ефіопської, Італійсько-турецької, Першої світової воєн. Командувач 4-ї італійської армії під час Першої світової війни | 25 червня 1926         |
| 7                           |                     | Гульєльмо Пекорі Джиральді | 18 травня 1856      | 15 січня 1941       | італійський військовий та політичний діяч, маршал Італії, граф. Учасник Першої італо-ефіопської, Італійсько-турецької, Першої світової воєн. Командувач 1-ї італійської армії під час Першої світової війни | 25 червня 1926         |
| Друга італо-ефіопська війна |                     |                            |                     |                     | |                        |
| 8                           |                     | Еміліо Де Боно             | 19 березня 1866     | 11 січня 1944       | італійський військовий та політичний діяч, маршал Італії. Активіст фашистського руху, військовий злочинець, член Великої фашистської ради. Учасник Еритрейської кампанії, Другої італо-ефіопської, Італійсько-турецької, Першої та Другої світових воєн. Один з головних ініціаторів і керівників «Походу на Рим»                                                                                                | 16 листопада 1935      |
| 9                           |                     | Родольфо Граціані          | 11 серпня 1882      | 11 січня 1955       | італійський військовий та політичний діяч, маршал Італії, начальник штабу сухопутних військ Італії (1939—1940), міністр оборони Італійської соціальної республіки (1943—1945). Учасник Другої італо-ефіопської, Першої та Другої світових воєн | 9 травня 1936          |
| Друга світова війна         |                     |                            |                     |                     | |                        |
| 10                          |                     | Уго Кавальєро              | 20 жовтня 1880      | 13 вересня 1943     | італійський воєначальник, маршал Італії, сенатор. начальник Генерального штабу Збройних сил Королівства Італія (1940—1943). Учасник Італійсько-турецької, Першої та Другої світових воєн | 1 липня 1942           |
| 11                          |                     | Етторе Бастіко             | 9 квітня 1876       | 2 грудня 1972       | італійський військовий і державний діяч, маршал Італії. Учасник Другої італо-ефіопської війни, Громадянської війни в Іспанії, Першої та Другої світових воєн | 12 серпня 1942         |
| 12                          |                     | Умберто II Савойський      | 15 вересня 1904     | 18 березня 1983     | італійський воєначальник, маршал Італії. Четвертий та останній король Італії із Савойської династії. Учасник Другої світової війни | 29 жовтня 1942         |
| 13                          |                     | Джованні Мессе             | 10 грудня 1883      | 18 грудня 1968      | італійський воєначальник і політик, маршал Італії. Начальник Генерального штабу Збройних сил Королівства Італія (1943—1945). Учасник Другої італо-ефіопської, Італійсько-турецької, Першої та Другої світових воєн. Під час німецько-радянської війни командувач Італійського експедиційного корпусу в Росії (1942—1943). З листопада 1942 року командував італійським військами у Північноафриканській кампанії | 12 травня 1943         |

### Рівнозначні звання
- Паоло Таон ді Ревель (Великий адмірал) (4 листопада 1924)
- Італо Бальбо (Маршал авіації) (13 серпня 1933)